# Wyspa Mansela
Wyspa Mansela (ang. Mansel Island, inuktitut: Pujjunaq) – kanadyjska wyspa, położona w północnej części Zatoki Hudsona, na zachód od półwyspu Ungava. Zajmuje powierzchnię 3180 km². Wchodzi w skład terytorium Nunavut.
Na wyspie znajduje się rezerwat reniferów.